# Rabenhof (Wien)

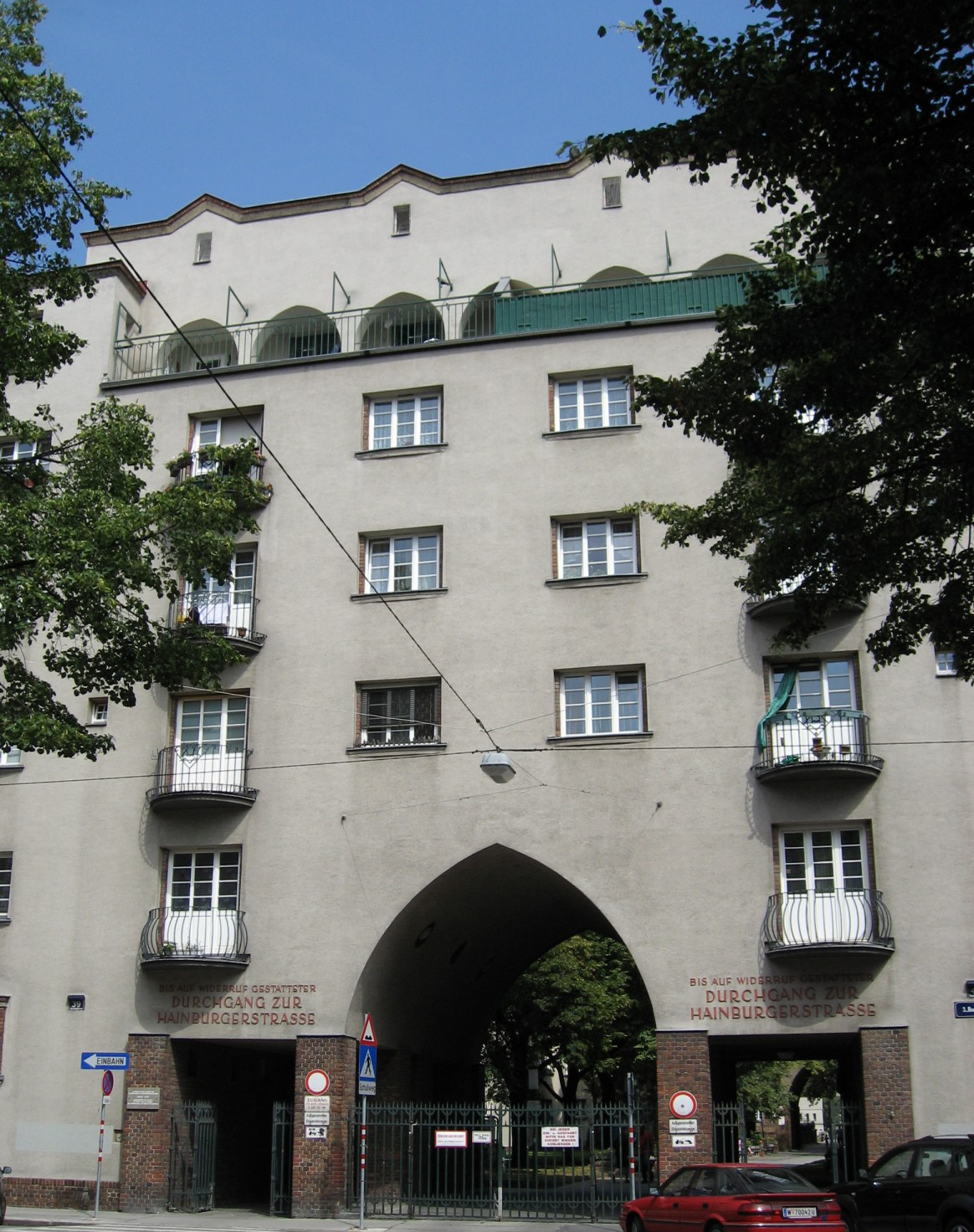
Rabenhof, von der Baumgasse aus gesehen

Der Rabenhof (ursprünglich Austerlitzhof) ist mit 50.000 m² einer der größten Gemeindebauten Wiens im 3. Wiener Gemeindebezirk, Landstraße, zwischen Rabengasse, St.-Nikolaus-Platz, Kardinal-Nagl-Platz, Hainburger Straße und Baumgasse bei der U-Bahn-Station Kardinal-Nagl-Platz.

## Entstehungsgeschichte
Der Bau des Rabenhof wurde zwischen 1925 und 1928 zur Zeit des Roten Wiens auf dem Gelände der ehemaligen Krimskykaserne im 3. Wiener Gemeindebezirk in Wien in mehreren Abschnitten ausgeführt. Die Bauetappen sind auf die mangelnden Enteignungsgesetze zurückzuführen. Die Stadt Wien kam erst nach und nach in den Besitz des Geländes, wodurch als erstes das Gebiet zwischen der Baumgasse und Rabengasse (1925–1927) und später zwischen Hainburger Straße und Lustgasse (1926–1928) verbaut wurde.
Eröffnet im Jahr 1927, trug der Wohnbau von 1931 oder 1932 bis 1934 den Namen Austerlitzhof – nach dem 1931 verstorbenen sozialdemokratischen Politiker und Chefredakteur der Arbeiterzeitung Friedrich Austerlitz. Nach dem Februaraufstand wurde er in Rabenhof umbenannt. Da 1949 ein anderer Gemeindebau im 16. Bezirk den Namen Austerlitzhof bekam, wurde der Name Rabenhof in der Zweiten Republik beibehalten.
Nach den im Zweiten Weltkrieg entstandenen Beschädigungen an Obergeschoßen wurde der Rabenhof zwischen 1947 und 1950 wiederhergestellt. Von 1987 bis 1992 wurde der Gemeindebau für 32 Millionen Euro generalsaniert.

## Architektur

### Akteure und Bauart
Die Errichtung des Rabenhofs wurde unter Bürgermeister Karl Seitz und den ausführenden Stadträten Hugo Breitner und Anton Weber ausgeführt und nach Plänen der Architekten Heinrich Schmid und Hermann Aichinger erbaut. Die drei Bauunternehmen (Universale Bau A.-G., Karl Korn Bauges. A.-G. und der Reform-Baugesellschaft) führten den Gemeindebau aus. Die für den Rabenhof verantwortlichen Architekten Hermann Aichinger und Heinrich Schmid studierten beide an der Akademie der bildenden Künste in Wien bei Otto Wagner. Der Bau stellt jedoch kein monumentales Bauwerk im Sinne Otto Wagners dar, das lässt sich an der etappenhaften Aneignung der Flächen und den unterschiedlich hoch liegenden Grundstücken sowie den verschiedenen architektonischen Formen erkennen. Beispielsweise an den Spitzformen der Torbauten, die eine auffällige architektonische Komponente der Anlage darstellen. Diese Spitzform spiegelt sich immer wieder in kleinen Details im Rabenhof, wie etwa in Metallgittern oder Lampen.

### Struktur der Anlage
Bei der typischen Blockrandbebauung der Wiener Großwohnanlagen im Roten Wien wurden die Ränder eines Grundstücks völlig verbaut. Bei sehr großen Wohnhausanlagen wie dem Rabenhof, wurden mehrere Straßenblöcke zusammengelegt und so entstand eine Riesenanlage mit mehreren Höfen. Eine axiale städtebauliche Lösung war beim Rabenhof ausgeschlossen. Gründe für die eigenständige Baulösung war zum einen die diagonalverlaufende Rabengasse sowie das bauliche Umfeld, das – mangels entsprechender Enteignungsgesetze – erst nach und nach in den Besitz der Gemeinde Wien gelangen konnte und damit ein Bau in Etappen vorsah. Folglich war die Führung der Baufluchten ganz entscheidend beeinflusst und somit reihen sich verschiedene Wohn- und Gartenhöfe in unterschiedlichen Höhen und mit verschiedenen Fassaden aneinander. Die zu 38 % verbaute Anlage umfasst 50.000 m², 78 Stiegen mit 1100 (seit der Sanierung 1.138) Wohneinheiten. Der Verbauungsgrad bei Wohnbauten im Roten Wien wurde von 85 % zunächst auf 60 % und schließlich auf bis zu 24 % gesenkt. So etwa auch beim Karl-Marx-Hof, der mit einem Verbauungsgrad von 18 % als „Grüner Luxus“ gilt. Somit kann der Verbauungsgrad des Rabenhofs mit 38 % in Anbetracht seiner Bauzeit als relativ hoch angesehen werden.

### Architektonische Besonderheiten der Anlage

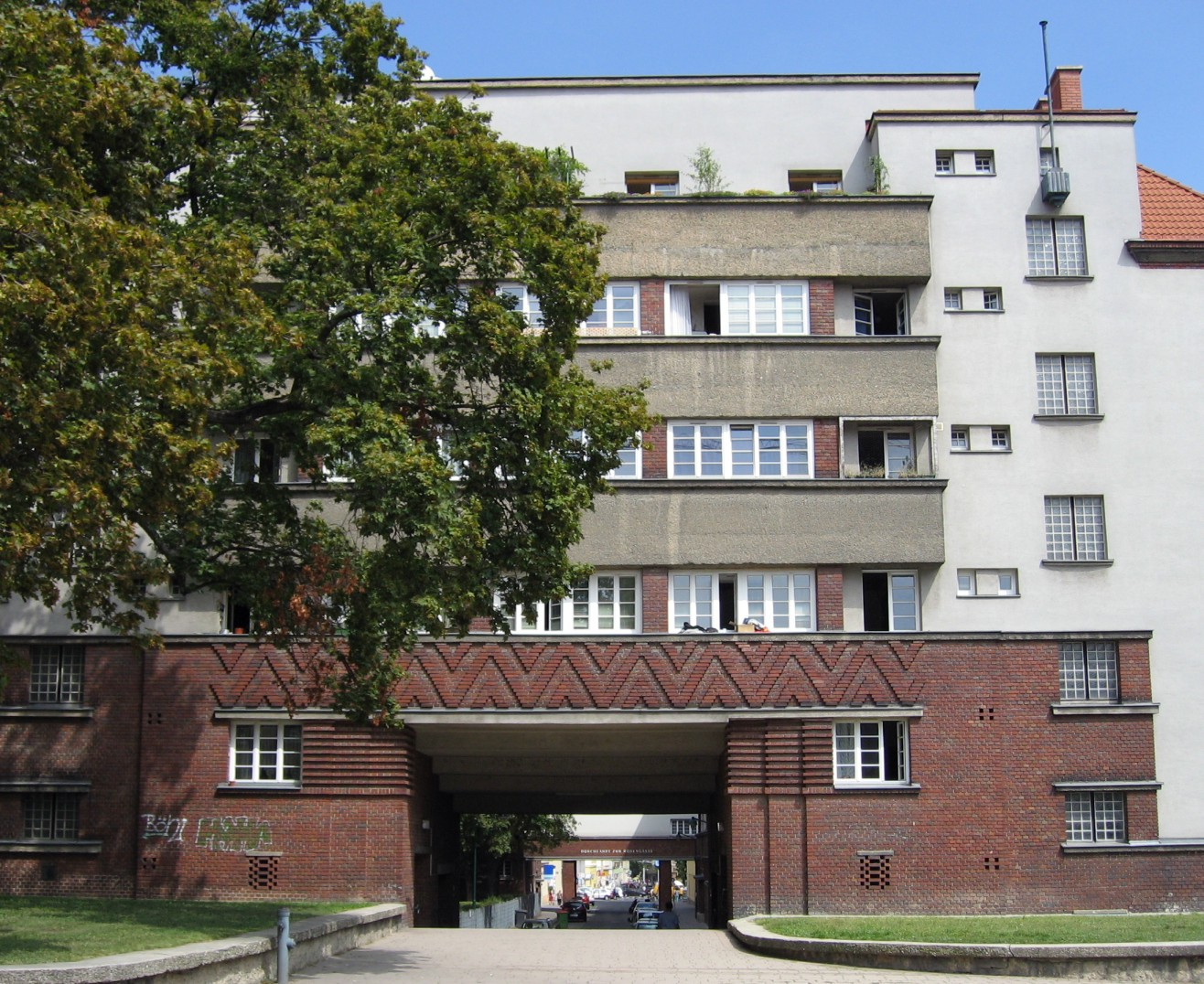
Die markante Sichtziegelfassade im unteren Stockwerksbereich

Die privaten, halböffentlichen und öffentlichen Zonen werden im Rabenhof durch das verwendete Material gekennzeichnet. So zeichnet sich der öffentliche Bereich durch eine charakteristische Ziegelbasis aus. Die Gemeinschaftseinrichtungen hingegen unterscheiden sich von den darüber liegenden Wohnzonen mit Stuck, während die Wohnungen durch Balkone und Erkerfenster markiert sind. Die Rabengasse bildet das Rückgrat der Anlage als diagonaler, bogenförmiger Verbindungsweg zwischen der Hainburger Straße und der Baumgasse. An der Rabengasse befindet sich ein mächtiger Torbogen zur Hainburger Straße, welcher einem weiteren Bogen an der Baumgasse gegenüber liegt. Diese beiden auffälligen Torbauten sind als Haupteingänge vermerkt, was von jeweils einer Willkommenstafel bestätigt wird. Südöstlich der Rabengasse befinden sich drei weitere Höfe. Der hinterste Hof an der Leonhardgasse besticht durch hohe Bäume und einen geschlungenen Weg, welcher von Parkbänken flankiert wird. In dem großen Hof befinden sich drei freistehende Bauten, die im 90-Grad-Winkel zum Rest der Anlage errichtet sind, was auf eine asymmetrische Abfolge von offenen und geschlossenen Hofräumen verweist.
Daher erweckt die Wohnhausanlage Rabenhof den Eindruck einer geöffneten Festung oder Burg und hat ein romantisches Erscheinungsbild, vor allem durch die vielen geschlungenen Wege sowie die unregelmäßigen Platzbildungen. Die malerische Abfolge von Höfen, Durchgängen, Plätzen und Straßen besticht durch eine Fülle expressionistischer Details, etwa in den Balkon- und Loggiengruppen oder in den Mustern der Klinkerverkleidungen. Außerdem interessant sind die vier Aufzüge, die einander nicht gleichen, da sie von vier verschiedenen Architekten mit jeweils unterschiedlichen Lösungen in der Zeit der Generalsanierung eingebaut wurden. Durch die Schaffung von halbkreisförmigen Segmenten, die Einführung von Glasbauteilen, schwebenden Quadern und die Einbringung farblicher Elemente entstehen neue interessante Architekturformen.

## Infrastrukturelle Einrichtungen
Beim ursprünglichen Bau des Rabenhofes gab es an der Rabengasse 38 Geschäftslokale, eine Volksbibliothek und einen Kinderhort, am Nikolausplatz wurde der Kindergarten der Stadt Wien mit Spielplatz errichtet, an der Hainburger Straße gab es eine Kinderzahnklinik, an der Baumgasse befand sich die Zahlstelle der Bezirkskrankenkasse und in einem langgestreckten dreigeschoßigen Trakt zwischen Baumgasse und Rabengasse wurde eine große Zentralwäscherei errichtet.
Heute finden sich viele Einrichtungen in der Anlage des Rabenhofs: Restaurants, Cafés, eine Arztpraxis, Trafiken und noch vieles mehr. Einige bedeutende Einrichtungen wie Apotheke, Krankenhaus, Supermärkte, Postfilialen und eine Polizeistation befinden sich nicht direkt in der Anlage, jedoch in unmittelbarer Umgebung. Außerdem befindet sich das mittlerweile sehr renommierte Rabenhof Theater in der Anlage, das von 1934 bis 1971 als Kino fungierte.

## Öffentliche Anbindung
Der mächtige Torbogen der nordöstlichen Platzwand zur Hainburgerstraße ist der einzige öffentliche Verkehrsweg für Fuhrwerke, welche die Anlage durchschneidet. Heute kann der Rabenhof öffentlich am besten mit der U3 Station Kardinal Nagl Platz, Ausgang Kardinal Nagl Platz, mit dem Autobus 77A Haltestelle Kardinal Nagl Platz, über die U3 Schlachthausgasse, Ausgang Hainburger-Straße oder mit der Straßenbahnlinie 18 Schlachthausgasse erreicht werden.

## Sonstiges

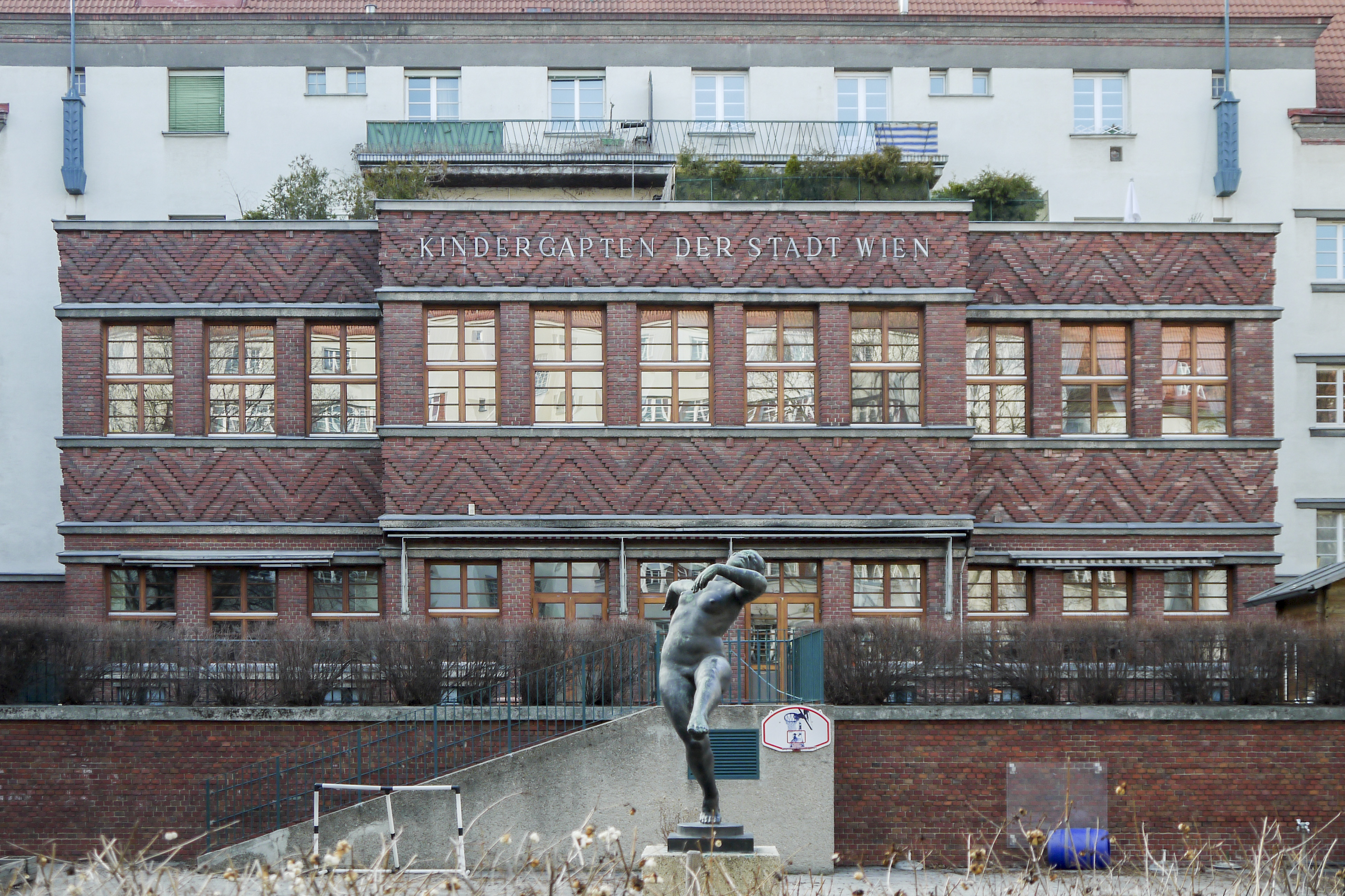
Der Kindergartenbereich, davor die Skulptur Tanzende von Otto Hofner (1930)

Außerdem befindet sich in den Höfen die Bronzefigur „Tanzende“ von Otto Hofner (1930), die Natursteinplastik „Musizierende Kinder“ (1959) von Margarete Hanusch und eine Gedenktafel für die Widerstandskämpferin Margarete Jost, die einst im Rabenhof wohnte. Der Bildhauer Heinz Leinfellner hatte im Rabenhof sein Atelier.
Der Rabenhof ist auf einer 1958 erschienenen, von Adalbert Pilch gestalteten Briefmarke abgebildet. Es handelte sich um eine österreichische Dauermarke der Serie Österreichische Baudenkmäler im Wert von 1,50 Schilling. Er war zuvor aus einer ähnlichen Perspektive bereits in der Serie "Wiederaufbau" von 1948 dargestellt, dort allerdings noch mit deutlich sichtbaren Kriegsschäden am Gebäude neben dem Hauptturm.
Die Wohnhausanlage war bereits mehrmals Filmkulisse, unter anderem für Tatort und Kommissar Rex. Es existieren ein Mieterbeirat sowie eine eigene Zeitung und Homepage.
In der medialen Berichterstattung wird der Rabenhof als ein gelungenes Beispiel für die historische Entwicklung des sozialen Wohnbaus der Stadt Wien bezeichnet und wird diesbezüglich immer wieder zitiert.